# Aldabromyia plagiochaeta
Aldabromyia plagiochaeta är en tvåvingeart som beskrevs av Henk J.G. Meuffels och Patrick Grootaert 2007. Aldabromyia plagiochaeta ingår i släktet Aldabromyia och familjen styltflugor.
Artens utbredningsområde är Seychellerna. Inga underarter finns listade i Catalogue of Life.